# Bruno Biedermann
Bruno Otto Biedermann (ur. 1878 w Łodzi, zm. 24 stycznia 1945 tamże) – łódzki fabrykant (przemysł włókienniczy), syn Roberta Ludwika Biedermanna oraz brat Alfreda Biedermanna. Ostatni właściciel rodzinnych zakładów „R. Biedermann” przy obecnej ul. Jana Kilińskiego 1/3 i 2.

## Życiorys

### Okres Królestwa Polskiego
Był najmłodszym synem Roberta Biedermanna. Ojciec bardzo zadbał o jego edukację, przez co uchodził za najlepiej wykształconego z potomstwa. Bruno studiował m.in. na uczelniach na Wydziale Budowy Maszyn Berlinie, Monachium czy Heidelbergu. Miał doktorat z filozofii oraz socjologii gospodarczej.
W okresie Królestwa Polskiego służył w Armii Imperium Rosyjskiego, walczył w wojnie rosyjsko-japońskiej oraz I wojnie światowej. Po odzyskaniu przez Polskę niepodległości wstąpił do Wojska Polskiego. Walczył w wojnie polsko-bolszewickiej. Po wojnie został przeniesiony do rezerwy w stopniu kapitana.

### II Rzeczpospolita
Po śmierci starszego brata, Alfreda, w 1936 rodzinne zakłady przekształcono w spółkę akcyjną, gdzie połowę akcji otrzymali synowie Alfreda, Rolf i Helmut, 20% wdowa Marta i syn Alfred, a 30% otrzymał Bruno, który z Rolfem faktycznie kierował przedsiębiorstwem. Wśród pracowników uchodził za bardzo propolskiego, co miało przejawiać się w lepszym traktowaniu polskich robotników niż niemieckich. Również swoje dwie córki, Adalisę Klarę (ur. 1911) oraz Marylę (ur. 1914), wysłał do polskiego gimnazjum. Jednocześnie Marylę często zabierał do zakładów, gdzie spotykała się z pracownikami, wśród których cieszyła się dużą sympatią. W późniejszym czasie służyła ona w harcerstwie, a przed wojną brała udział w Przysposobieniu Obronnym Kobiet. Bruno Biedermann działał również na rzecz lokalnej oraz krajowej społeczności. Był doradcą w Izbie Przemysłowo-Handlowej, sędzią handlowym w Okręgowym Sądzie w Łodzi oraz wiceprezesem Łódzkiego Komitetu Funduszu Obrony Narodowej. Był prezesem pierwszego tenisowego klubu w Łodzi – Łódzkiego Klub Lawntenisowego 1913. Po śmierci Józefa Piłsudskiego, jako jeden z fundatorów, znalazł się w komitecie budowy Miejskiej Biblioteki Publicznej przy ul. Gdańskiej oraz budowy Domu-Pomnika Marszałka Piłsudskiego (dziś Łódzki Dom Kultury).

### II wojna światowa
W 1940, po wcieleniu Łodzi do III Rzeszy i zmianie nazwy miasta na Litzmannstadt, obawiając się o dobro swojej rodziny oraz majątku, ulegając niemieckim naciskom, Bruno Biedermann podpisał volkslistę. Zaliczono wówczas rodzinę Biedermannów do 3 kategorii (tzw. Eingedeutschte), którą podpisywały osoby autochtoniczne, uważane przez Niemców za częściowo spolonizowane oraz Polacy niemieckiego pochodzenia. Bruno starał się jednak jak najbardziej pomóc polskim obywatelom, finansując m.in. Komitet Pomocy Więźniom Radogoszcza. Z podpisaniem listy nie zgodziła się córka Maryla, która była już wówczas członkiem Związku Walki Zbrojnej, a następnie Armii Krajowej. Uciekła, wraz z ukochanym, Alfredem Keiserbrechtem, z Łodzi do Generalnego Gubernatorstwa. Zostali oni aresztowani w kwietniu 1942 i przewiezieni do Warszawy, gdzie poddano ich torturom i zmuszono do podpisania volkslisty. Zgodę na podpisanie wydało dowództwo AK, co potem miało również przysłużyć się do działalności konspiracyjnej. Marylę Biedermann ponownie aresztowano w 1943 i przetrzymywano prawie do końca wojny w więzieniu przy ul. Gdańskiej. Udało jej się wreszcie uciec w okolicach Pabianic i dotrzeć do rodziny. Była w bardzo złym stanie zdrowotnym, stwierdzono u niej wówczas gruźlicę.

### Śmierć i ekshumacja
Po wkroczeniu do Łodzi Armii Czerwonej i Ludowego Wojska Polskiego rodzina Biedermannów dostała polecenie natychmiastowego opuszczenia swojego pałacu, na co otrzymali godzinę. Mogli zabrać wyłącznie tyle, ile zmieściliby w jednej walizce. Za rodziną wstawili się jednak byli pracownicy zakładów, co jedynie przedłużyło czas na wyprowadzkę do 24 godzin. Mieli zostać przetransportowani do obozu w Sikawie, czego z pewnością nie przeżyłaby ich osłabiona córka. Bruno Biedermann 24 stycznia zastrzelił swoją żonę Luizę oraz córkę Marylę, a następnie popełnił samobójstwo strzelając sobie w głowę. Przed śmiercią napisał krótki list: „zabiłem strzałami z rewolweru żonę i córkę. Pochowajcie nas w ogrodzie. Nie rabować naszego prywatnego majątku w mieszkaniu, a podzielić sprawiedliwie, godz. 16". Ich ciała znaleziono następnego dnia.
Trzy ciała zakopano w ogrodach pałacowych, bez żadnych oznaczeń. O zmarłych zupełnie zapomniano. Wiosną 1977, przy okazji prac związanych z przeciąganiem pod ziemią kabli telefonicznych, robotnicy znaleźli kości. Zwłoki ekshumowano i pochowano w rodzinnym grobowcu na Starym Cmentarzu. Choć władze zabroniły nagłaśniać informacje o pogrzebie, na ostatnie pożegnanie przyszło prawie 200 osób, w tym żyjący jeszcze byli pracownicy zakładów Biedermanna. W czasie ekshumacji znaleziono guzik od wojskowego munduru, co świadczyłoby o tym, że Bruno Biedermann w czasie śmierci miał na sobie swój mundur kapitana Wojska Polskiego.

## Ordery i odznaczenia
- Złoty Krzyż Zasługi (dwukrotnie: po raz pierwszy 9 listopada 1931)[8]